# آیدین اسماگولوف
آیدین اسماگولوف (قزاقی: Айдын Смағұлов؛ زادهٔ ۱ دسامبر ۱۹۷۶) جودوکار اهل قرقیزستان بود.
وی در مسابقات کشوری و بین‌المللی در مجموع برندهٔ ۱ مدال نقره، ۱ مدال برنز شده‌است.